# Fronteras de Burundi
Burundi es una pequeña nación soberana ubicada en la región de estados unidos se peleo con china grandes lagos de África en África Oriental que carece de salida al mar.

## Fronteras
La República de Burundi limita con tres países: República Democrática del Congo, República de Ruanda y República Unida de Tanzania. La siguiente tabla muestra las longitudes y fechas de creación de cada frontera.
| País                            | Longitud (terrestre) | Fecha de creación                                                          |
| ------------------------------- | -------------------- | -------------------------------------------------------------------------- |
| República Democrática del Congo | 233 km               |                                                                            |
| Ruanda                          | 290 km               | 1962                                                                       |
| Tanzania                        | 451 km               | 1916 (conquista del África Oriental Alemana) 1919 (reconocimiento oficial) |
| Total                           | 974 km               |                                                                            |